# Tachinobia
Tachinobia is een geslacht van vliesvleugeligen uit de familie Eulophidae. De wetenschappelijke naam van dit geslacht is voor het eerst geldig gepubliceerd in 1977 door Boucek.

## Soorten
Het geslacht Tachinobia omvat de volgende soorten:
- Tachinobia diopsisephila (Risbec, 1956)
- Tachinobia repanda Boucek, 1977
- Tachinobia zairensis Doganlar, 1993